# Rue Léo-Delibes
La rue Léo-Delibes est une voie du 16e arrondissement de Paris, en France.

## Situation et accès

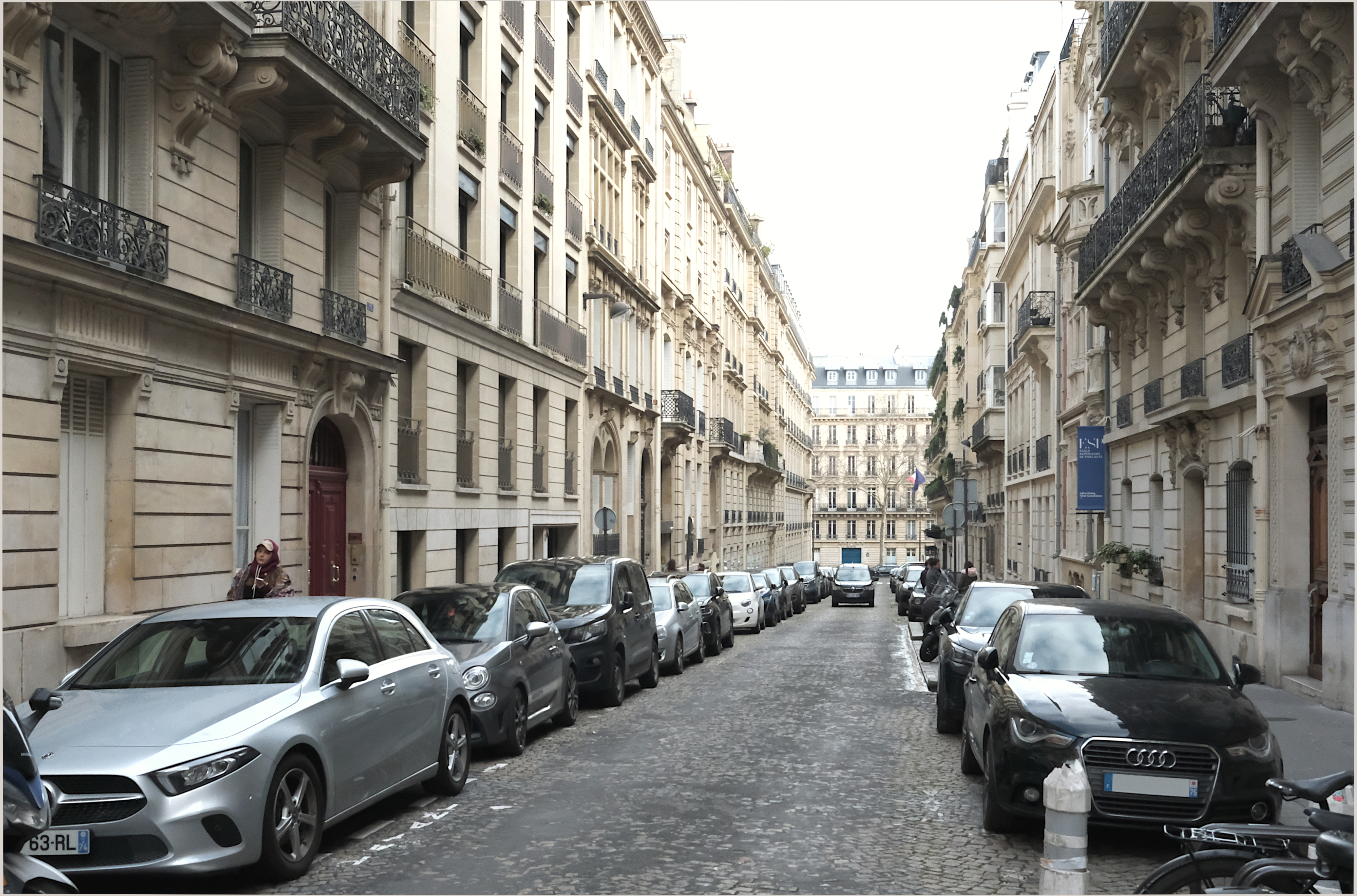
La rue vue depuis l'avenue Kléber.

La rue Léo-Delibes est une voie publique située dans le 16e arrondissement de Paris. Elle débute au 88, avenue Kléber et se termine au 99, rue Lauriston.

## Origine du nom

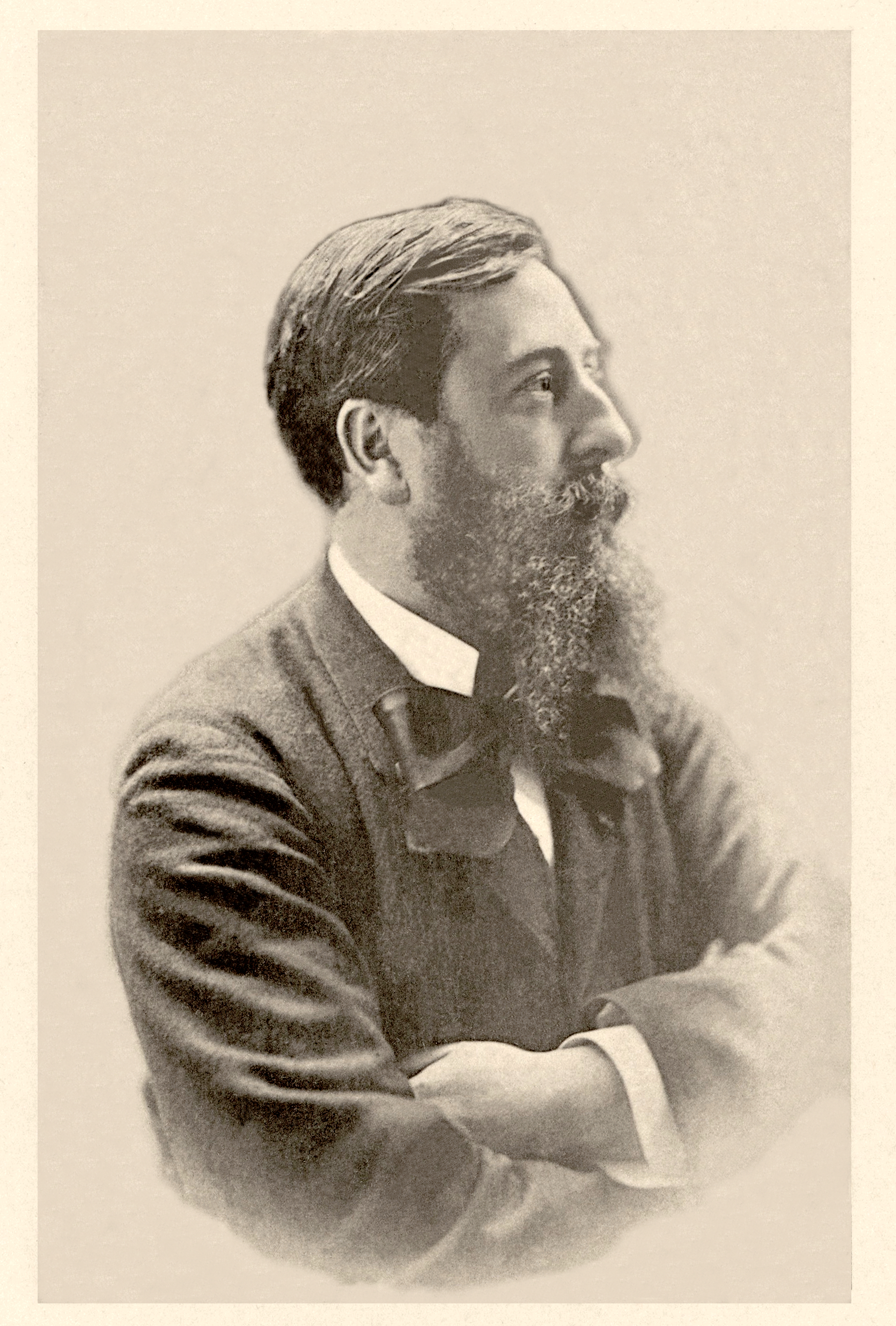
Le compositeur Léo Delibes en 1888.

Cette voie porte le nom du compositeur Léo Delibes (1836-1891),.

## Historique
Cette voie est ouverte sous sa dénomination actuelle en 1891 et classée dans la voirie parisienne par un décret du 10 juin 1893.

## Bâtiments remarquables et lieux de mémoire
- No 6 : siège de la Ligue de football professionnel (LFP).
- No 9 : immeuble mêlant des éléments de style néogothique et néo-Renaissance réalisé en 1894 par René Sergent ; abrite aujourd'hui l'École supérieure de publicité.
- No 10 : légation du royaume de Bavière dans les années 1900[3].

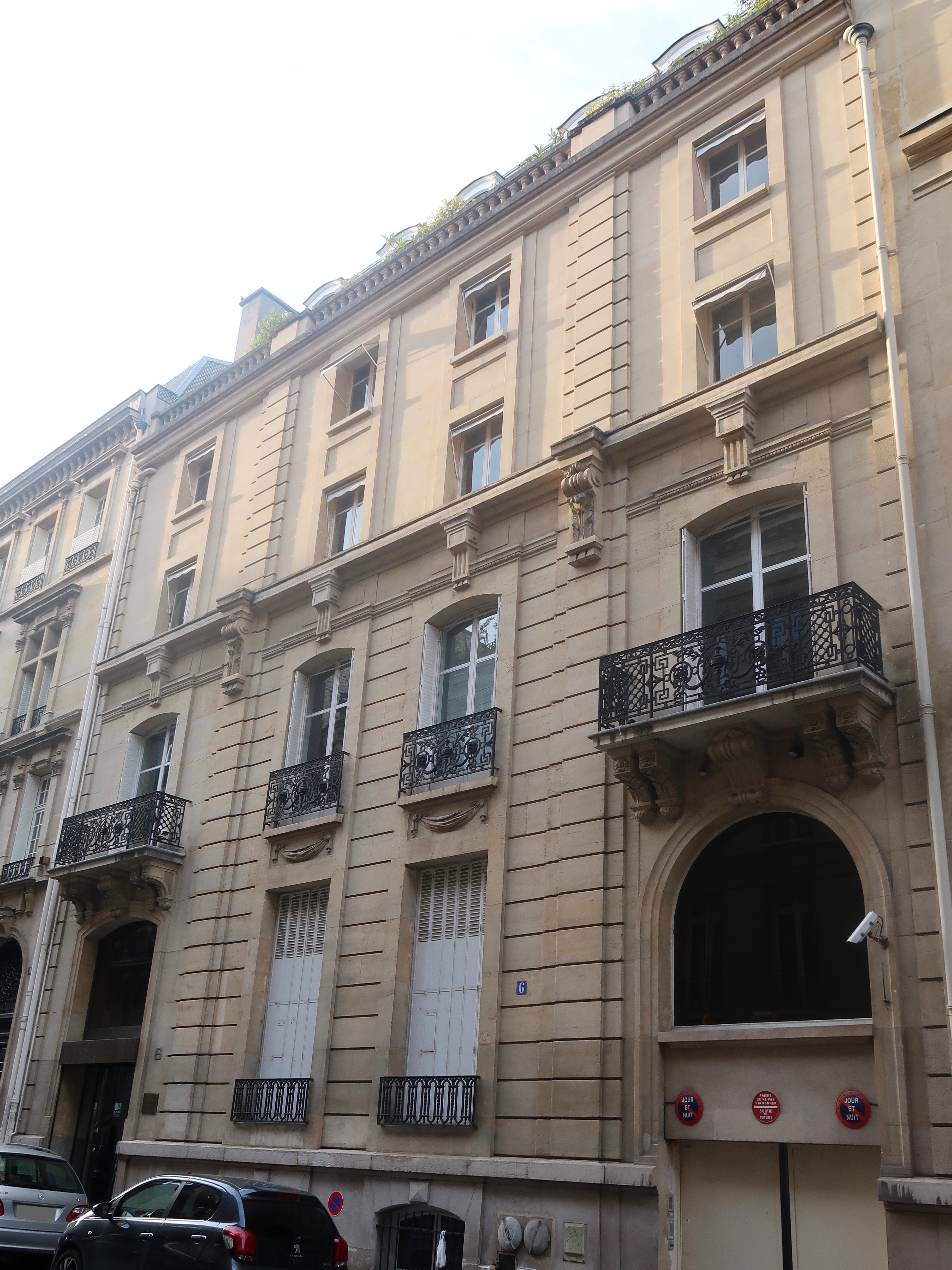
No 6.
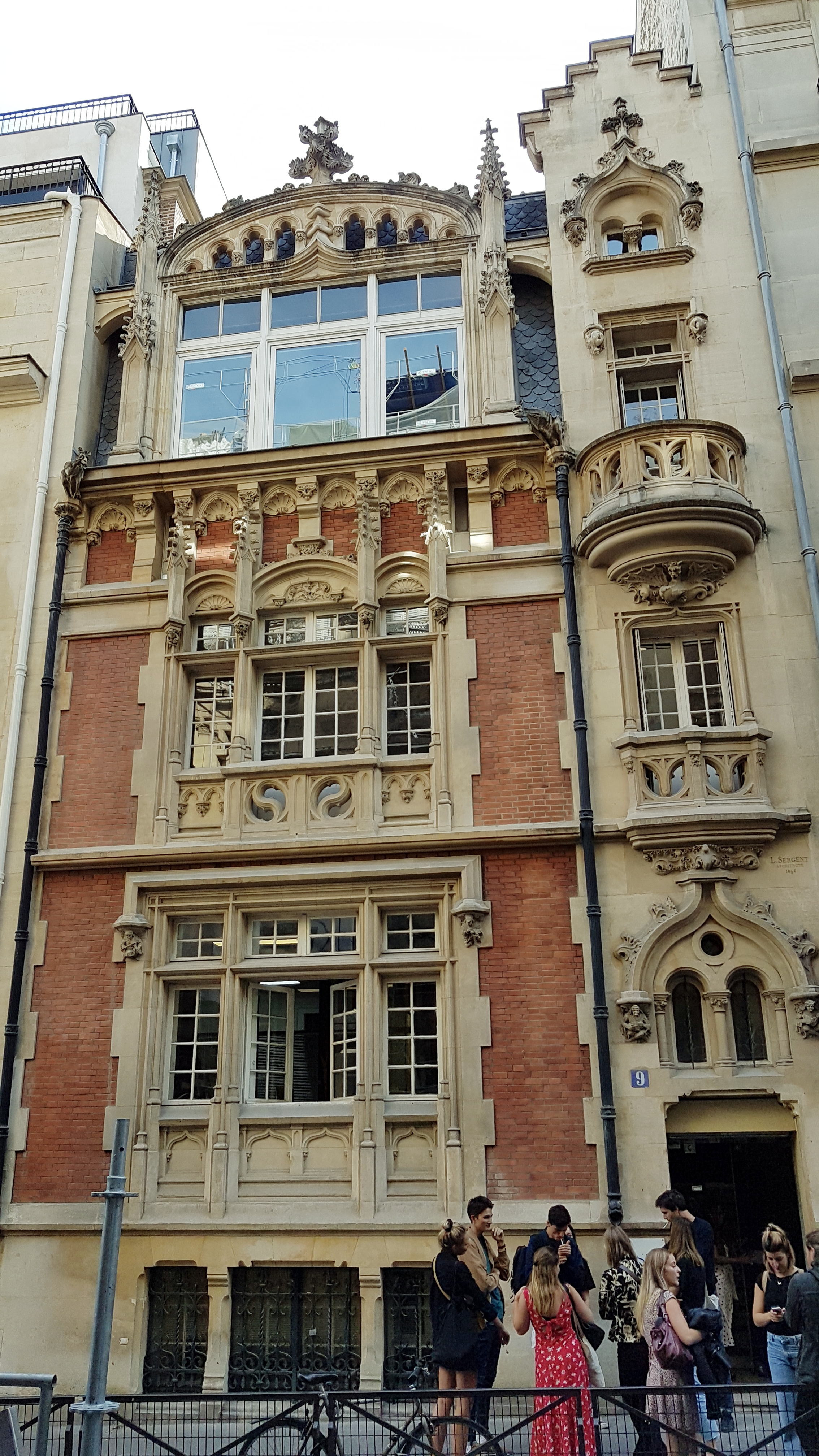
No 9.